# Claes Bang
Pour les articles homonymes, voir Bang.
Claes Bang, né le 28 avril 1967 à Copenhague, est un acteur danois de théâtre, de cinéma et de télévision.

## Biographie
Claes Kasper Bang est né le 28 avril 1967 à Copenhague, Danemark.
Élève à l'École nationale de théâtre de Copenhague de 1992 à 1996, Claes Bang commence sa carrière dans le théâtre. Il apparaît dans de nombreux films et séries télévisées danois. 

### Vie privée
Claes Bang se marie avec la styliste Lis Louis-Jensen le 25 septembre 2010.

## Carrière

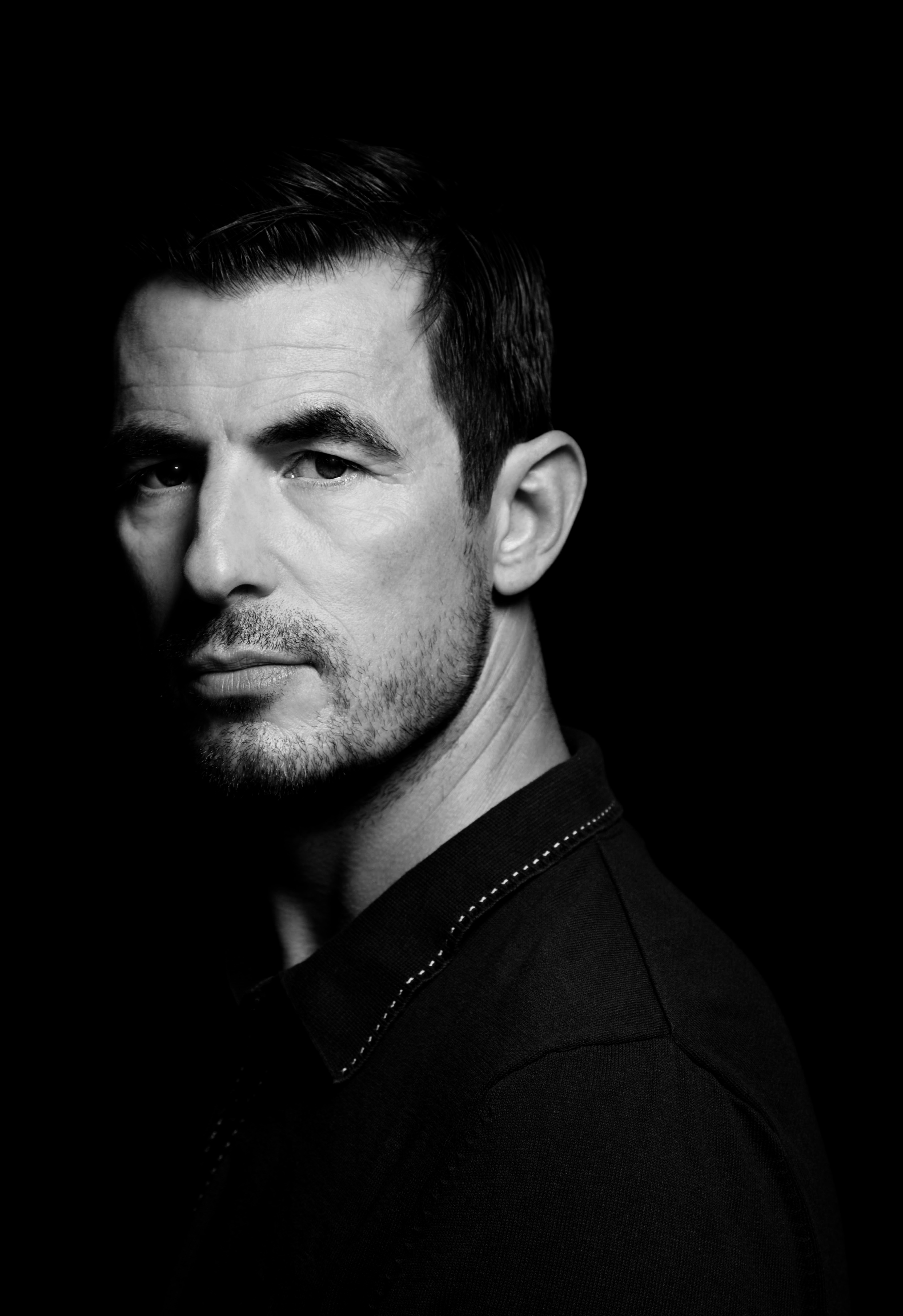
Claes Bang en 2015.

En 2013, Claes Bang participe à la 10e saison de l'émission Vild med dans, la version danoise de Danse avec les stars. Il abandonne lors de la troisième semaine. 
Il accède à la notoriété internationale grâce à son rôle de conservateur de musée dans le film suédo-danois The Square de Ruben Östlund qui remporte la Palme d'or au Festival de Cannes en 2017. Pour ce rôle, il remporte le prix du meilleur acteur à la 30e cérémonie des prix du cinéma européen .
L'année suivante, Bang est à l'affiche des films Millénium : Ce qui ne me tue pas réalisé par Fede Alvarez, The Burnt Orange Heresy de Giuseppe Capotondi (avec Elizabeth Debicki) et Le Dernier Vermeer de Dan Friedkin.
En 2020, la mini-série Dracula est diffusée sur Netflix et sur la BBC. Il y interprète Dracula, le rôle principal de cette série créée et écrite par Mark Gatiss et Steven Moffat (scénaristes et créateurs de la série Sherlock). Au cinéma, il est présent aux côtés d'Olga Kurylenko dans La Baie du silence.
En 2022, il tourne dans le film The Northman de Robert Eggers et dans la série britannique Bad Sisters avec Sharon Horgan, Eve Hewson, Anne-Marie Duff, Eva Birthistle et Sarah Greene.

## Filmographie

### Cinéma

#### Longs métrages
- 1998 : Seuls à la maison (Når mor kommer hjem...) de Lone Scherfig : Politibetjent
- 1999 : Under overfladen de Morten Køhlert : Jesper
- 2003 : Regel nr. 1 d'Oliver Ussing : John T
- 2005 : Nynne de Jonas Elmer : Henrik
- 2005 : Far til Fire Gi'r Aldrig Op de Claus Bjerre : Le professeur de sport
- 2006 : Soap (En soap) de Pernille Fischer Christensen : Un homme
- 2008 : Blå mænd de Rasmus Heide : Lars
- 2011 : L'enfant de la jungle (Dschungelkind) de Roland Suso Richter : Herb
- 2012 : Lærkevej - Til Døden os Skiller de Mogens Hagedorn : Per
- 2014 : Unga Sophie Bell d'Amanda Adolfsson : Klaus
- 2015 : Rettet Raffi! d'Arend Agthe : Henry Wiese
- 2017 : The Square de Ruben Östlund : Christian
- 2018 : Millénium : Ce qui ne me tue pas (The Girl in the Spider's Web) de Fede Alvarez : Jan Holtser
- 2019 : The Burnt Orange Heresy de Giuseppe Capotondi : James Figueras
- 2019 : Le Dernier Vermeer (The Last Vermeer) de Dan Friedkin : Capitaine Joseph Piller
- 2019 : The Glass Room de Julius Sevcík : Viktor
- 2020 : La Baie du silence (The Bay of Silence) de Paula van der Oest : Will Walsh
- 2021 : Locked Down de Doug Liman : Essien
- 2022 : The Northman de Robert Eggers : Fjölnir
- 2022 : It Is in Us All d'Antonia Campbell-Hughes : Jack Considine
- 2022 : Diorama de Tuva Novotny : Ben
- 2024 : Le Maître et Marguerite (Мастер и Маргарита) de Mikhaïl Lokchine : Ponce Pilate
- 2024 : Bonjour tristesse de Durga Chew-Bose : Raymond

#### Courts métrages
- 2002 : Se mig nu de Birgitte Stærmose : Un homme
- 2005 : Danmarks sjoveste mand de Mads Kamp Thulstrup : Oliver
- 2007 : Carls engle de Mette Kjærgaard : L'homme au cimetière
- 2008 : Make My Day de Pelle Møller : Le médecin
- 2009 : Bastarden de Karoline Lyngbye : Benjamin
- 2013 : For livet de Martin Reinhard : Faderen
- 2018 : Hotel Boy de Michael Søndergaard : Stefan

### Télévision

#### Séries télévisées
- 1997 - 1999 : Taxa : Christian
- 2000 : Madsen og Co. : Henrik
- 2000 : Skjulte spor : Preben
- 2000 : Pyrus i alletiders eventyr : Udyret
- 2001 : Hotellet : Bjarne
- 2002 : Rejseholdet : Villy
- 2002 : Nikolaj og Julie : Kevin
- 2003 : Langt fra Las Vegas : Dennis Randrup
- 2003 : Der Landarzt : Jørn
- 2006 - 2008 : Anna Pihl : Martin Krøyer
- 2008 - 2009 : 2900 Happiness : Hans Holm
- 2010 : Borgen, une femme au pouvoir (Borgen) : Tore Gudme
- 2010 : Küstenwache : Tomas Jorgensen
- 2012 : SOKO Wismar : Urmas Savi
- 2012 : Notruf Hafenkante : Holger Lüder
- 2013 : Bron (Broen) : Claudio
- 2013 : Dicte : Arne Bay
- 2015 - 2016 : Sibel & Max : Dr. Tobias Olsen
- 2016 : Division criminelle (SOKO Köln) : Jens Jensen
- 2019 : The Affair : Sasha Mann
- 2020 : Dracula : Comte Dracula
- 2021 - 2022 : The Outlaws : le doyen
- 2022 : Bad Sisters : John Paul Williams
- 2023 : The New Look : Hans Von Dincklage

#### Téléfilms
- 2014 : Alle unter eine Tanne d'Oliver Schmitz : Micha
- 2015 : Überleben an der Scheidungsfront de Titus Selge : Lars Knudsen

## Récompenses
- 30e cérémonie des prix du cinéma européen : Meilleur acteur pour The Square